# 에이드리언 토미네
에이드리언 토미네(Adrian Tomine)은 일본계 미국인 만화가이다.
일본계 미국인 4세인 에이드리언 토미네는 1974년 캘리포니아 새크라멘토에서 태어났다. 고등학생이던 16살 때부터 《시신경Optic Nerve》라는 개인지 형식의 만화집을 독자적으로 만들다가 4년 후 만화 전문출판사 드론앤드쿼털리에서 《시신경》을 출간하기 시작하고, 그 이듬해 하비 상 신인상을 수상했다. 토미네는 현대 사회를 살아가는 우울한 청춘들의 일상을 예리하고 섬세하게 파고들어 대니얼 클로즈의 뒤를 잇는 ‘젊은 거장’으로 평가 받고 있다. 대표작으로 『서머 블론드』, 『슬립워크』, 『완벽하지 않아』, 『결혼식을 앞둔 장면들』 등이 있다. 《뉴요커》, 《에스콰이어》, 《롤링 스톤》 등 여러 잡지에서 작품을 발표하고 있으며 밴드 ‘일스’, ‘욜라텡고’를 비롯한 뮤지션들의 음반 커버에 그의 그림이 수록되었다.

## 작품
『완벽하지 않아』(Shortcomings) (2012년, 세미콜론, ISBN 978-89-8371-599-9)